# Miszla
Miszla es un pueblo ubicado en el distrito de Tamási, en el condado de Tolna, Hungría.

## Superficie
Posee una superficie de 34,71 kilómetros cuadrados.

## Demografía
Hasta 2019 la población era de 248 habitantes, con una densidad de población de 7,145 habitantes por kilómetro cuadrado.